# Druga hrvatska nogometna liga 2005-2006
La Druga hrvatska nogometna liga 2005-2006, conosciuta anche come 2. HNL 2005-2006, è stata la quindicesima edizione della seconda divisione del campionato di calcio croato, la quinta ed ultima divisa in due gironi. Per la stagione successiva è previsto il ritorno al girone unico.
I due gironi sono stati vinti da Sebenico (Sud) e Belišće (Nord); i secondi non hanno ottenuto la licenza per la Prva liga e quindi i primi sono stati promossi in 1.HNL 2006-07 senza colpo ferire.

## Avvenimenti
Delle 24 squadre della stagione precedente, 1 è stata promossa in 1. HNL e 3 sono state retrocesse in 3. HNL

Dalla divisione inferiore sono state promosse 3 squadre mentre 1 è stata retrocessa da quella superiore, riportando così l'organico a 24 compagini.

Le 24 squadre sono state divise in 2 gironi da 12 ciascuno: da una parte quelle della costa più la zona di Zagabria (girone Sud) e dall'altra quelle dell'interno (Nord).
In vista della riforma del campionato previsto per la stagione successiva (da 2 gironi al girone unico), alle squadre viene richiesto di ottenere la licenza.

A fine campionato le seguenti squadre non hanno ottenuto la licenza: Grafičar-Vodovod Osijek, Metalac Osijek, Graničar Županja, Slavonija Požega, Dilj Vinkovci e Mladost Molve dal girone Nord, e Novalja, Solin, Mosor, Segesta e Karlovac dal girone Sud e vengono retrocesse in terza divisione.

### Formula
- Prima fase (in croato Prvi dio natjecanja) : in ognuno dei due gironi le 12 squadre disputano le regolari 22 giornate (dal 20 agosto 2005 al 12 marzo 2006).
- Seconda fase (Drugi dio natjecanja) : in ognuno dei due gironi le squadre vengono divise in due gruppi: le prime 6 passano nel gruppo per la promozione (Liga za prvaka) e le peggiori 6 nel gruppo per la retrocessione (Liga za ostanak) per ulteriori 10 giornate (dal 18 marzo al 14 maggio 2006). Vengono mantenuti i punti della prima fase.[3]

## Girone Sud

### Squadre partecipanti
| Squadra              | Sede        | Stadio                 | Stagione 2004-05 | Stagione 2004-05 |
| Squadra              | Sede        | Stadio                 | Pos.             | Divisione        |
| -------------------- | ----------- | ---------------------- | ---------------- | ---------------- |
| Zara                 | Zara        | Stanovi                | 12º              | 1. HNL           |
| Novalja              | Novaglia    | Cissa-Straško          | 1º               | 2. HNL Sud       |
| Hrvatski Dragovoljac | Zagabria    | NŠC Stjepan Spajić     | 2º               | 2. HNL Sud       |
| Solin                | Salona      | pokraj Jadra           | 3º               | 2. HNL Sud       |
| Sebenico             | Sebenico    | Šubićevac              | 4º               | 2. HNL Sud       |
| Segesta              | Sisak       | Gradski                | 5º               | 2. HNL Sud       |
| Mosor                | Spalato     | Pricviće               | 6º               | 2. HNL Sud       |
| Pomorac              | Costrena    | Žuknica                | 7º               | 2. HNL Sud       |
| Naftaš               | Ivanić-Grad | Sportski Park Zelenjak | 8º               | 2. HNL Sud       |
| Croatia Sesvete      | Zagabria    | ŠRC Sesvete            | 9º               | 2. HNL Sud       |
| Imotski              | Imoschi     | Gospin Dolac           | 10º              | 2. HNL Sud       |
| Karlovac             | Karlovac    | Branko Čavlović-Čavlek | 1º               | 3. HNL Centro    |

### Prima fase
|                  | Pos. | Squadra              | Pt | G  | V  | N  | P  | GF | GS | DR  |
| ---------------- | ---- | -------------------- | -- | -- | -- | -- | -- | -- | -- | --- |
|                  | 1.   | Sebenico             | 47 | 22 | 14 | 5  | 3  | 47 | 25 | +22 |
|                  | 2.   | Pomorac              | 40 | 22 | 10 | 10 | 2  | 45 | 22 | +23 |
|                  | 3.   | Croatia Sesvete      | 35 | 22 | 11 | 2  | 9  | 39 | 30 | +9  |
|                  | 4.   | Novalja              | 33 | 22 | 10 | 3  | 9  | 36 | 29 | +7  |
|                  | 5.   | Imotski              | 32 | 22 | 8  | 8  | 6  | 27 | 26 | +1  |
|                  | 6.   | Naftaš Ivanić        | 32 | 22 | 8  | 8  | 6  | 31 | 33 | −2  |
|                  | 7.   | Hrvatski Dragovoljac | 32 | 22 | 8  | 8  | 6  | 30 | 29 | +1  |
|                  | 8.   | Zara                 | 27 | 22 | 7  | 6  | 9  | 29 | 27 | +2  |
|                  | 9.   | Mosor                | 25 | 22 | 6  | 7  | 9  | 21 | 36 | −15 |
|                  | 10.  | Solin                | 21 | 22 | 5  | 6  | 11 | 37 | 39 | −2  |
|                  | 11.  | Segesta              | 20 | 22 | 6  | 2  | 14 | 21 | 41 | −20 |
|                  | 12.  | Karlovac             | 17 | 22 | 4  | 5  | 13 | 18 | 44 | −26 |
| Fonte: rsssf.com |      |                      |    |    |    |    |    |    |    |     |

Legenda:

      Al gruppo promozione.

      Al gruppo retrocessione.
Note:

Tre punti a vittoria, uno a pareggio, zero a sconfitta.
In caso di arrivo di due o più squadre a pari punti, la graduatoria viene stilata secondo la classifica avulsa tra le squadre interessate.

### Seconda fase
|                      | Pos. | Squadra              | Pt | G  | V  | N  | P  | GF | GS | DR  |
| -------------------- | ---- | -------------------- | -- | -- | -- | -- | -- | -- | -- | --- |
| GRUPPO PROMOZIONE    |      |                      |    |    |    |    |    |    |    |     |
|                      | 1.   | Sebenico             | 69 | 32 | 21 | 6  | 5  | 71 | 38 | +33 |
|                      | 2.   | Croatia Sesvete      | 59 | 32 | 18 | 5  | 9  | 61 | 42 | +19 |
|                      | 3.   | Pomorac              | 58 | 32 | 15 | 13 | 4  | 65 | 31 | +34 |
|                      | 4.   | Novalja              | 45 | 32 | 13 | 6  | 13 | 49 | 44 | +5  |
|                      | 5.   | Imotski              | 40 | 32 | 10 | 10 | 12 | 36 | 43 | −6  |
|                      | 6.   | Naftaš Ivanić        | 32 | 32 | 8  | 8  | 16 | 38 | 62 | −24 |
| GRUPPO RETROCESSIONE |      |                      |    |    |    |    |    |    |    |     |
|                      | 7.   | Zara                 | 51 | 32 | 15 | 6  | 11 | 52 | 34 | +18 |
|                      | 8.   | Hrvatski Dragovoljac | 48 | 32 | 13 | 9  | 10 | 48 | 39 | +9  |
|                      | 9.   | Solin                | 45 | 32 | 13 | 6  | 13 | 60 | 50 | +10 |
|                      | 10.  | Mosor                | 36 | 32 | 9  | 9  | 14 | 30 | 53 | −23 |
|                      | 11.  | Segesta              | 31 | 32 | 9  | 4  | 19 | 34 | 59 | −25 |
|                      | 12.  | Karlovac             | 18 | 32 | 4  | 6  | 22 | 21 | 70 | −49 |
| Fonte: rsssf.com     |      |                      |    |    |    |    |    |    |    |     |

Legenda:

      Promossa in 1.HNL 2006-2007.

  Partecipa agli spareggi promozione/retrocessione.

      Retrocessa in 3.HNL 2006-2007.

      Esclusa dal campionato.
Note:

Tre punti a vittoria, uno a pareggio, zero a sconfitta.
In caso di arrivo di due o più squadre a pari punti, la graduatoria viene stilata secondo la classifica avulsa tra le squadre interessate.
Il Mosor è stato inizialmente retrocesso e successivamente ripescato.

### Risultati
|                                     | Seb  | Cro  | Pom  | Nov  | Imo  | Naf  | Zad  | Dra  | Sol  | Mos  | Seg  | Kar  |
| ----------------------------------- | ---- | ---- | ---- | ---- | ---- | ---- | ---- | ---- | ---- | ---- | ---- | ---- |
| Sebenico                            | –––– | 3-1  | 2-1  | 2-0  | 2-1  | 5-2  | 2-1  | 0-0  | 2-1  | 4-0  | 2-0  | 5-0  |
| Sebenico                            | –––– | 2-2  | 1-0  | 3-0  | 5-1  | 2-1  | —    | —    | —    | —    | —    | —    |
| Croatia Sesvete                     | 3-1  | –––– | 2-5  | 1-3  | 2-1  | 3-0  | 1-0  | 0-0  | 5-2  | 1-1  | 2-0  | 10-0 |
| Croatia Sesvete                     | 1-0  | –––– | 3-2  | 2-1  | 2-1  | 3-0  | —    | —    | —    | —    | —    | —    |
| Pomorac                             | 1-1  | 4-0  | –––– | 2-1  | 1-1  | 2-2  | 2-1  | 2-0  | 2-1  | 0-0  | 4-0  | 2-0  |
| Pomorac                             | 6-3  | 1-1  | –––– | 5-0  | 1-0  | 1-0  | —    | —    | —    | —    | —    | —    |
| Novalja                             | 2-3  | 0-1  | 2-1  | –––– | 2-0  | 1-1  | 0-0  | 4-0  | 4-1  | 2-1  | 1-0  | 4-2  |
| Novalja                             | 0-1  | 2-2  | 0-0  | –––– | 3-0  | 3-0  | —    | —    | —    | —    | —    | —    |
| Imotski                             | 2-1  | 2-1  | 2-2  | 2-1  | –––– | 0-0  | 2-0  | 2-0  | 2-2  | 0-0  | 3-2  | 1-0  |
| Imotski                             | 1-2  | 2-3  | 0-0  | 0-0  | –––– | 2-1  | —    | —    | —    | —    | —    | —    |
| Naftaš Ivanić                       | 1-1  | 2-1  | 1-1  | 1-0  | 1-0  | –––– | 3-1  | 3-3  | 3-2  | 4-1  | 2-1  | 3-2  |
| Naftaš Ivanić                       | 1-5  | 1-3  | 1-4  | 2-4  | 0-2  | –––– | —    | —    | —    | —    | —    | —    |
| Zara                                | 1-2  | 2-0  | 2-2  | 3-2  | 3-1  | 0-0  | –––– | 2-1  | 0-1  | 2-0  | 1-1  | 1-1  |
| Zara                                | —    | —    | —    | —    | —    | —    | –––– | 2-1  | 3-2  | 5-0  | 2-0  | 2-0  |
| Hrvatski Dragovoljac                | 2-2  | 1-0  | 1-1  | 4-2  | 1-2  | 1-0  | 2-1  | –––– | 1-0  | 3-1  | 3-0  | 3-1  |
| Hrvatski Dragovoljac                | —    | —    | —    | —    | —    | —    | 1-0  | –––– | 0-1  | 3-0  | 4-1  | 3-1  |
| Solin                               | 1-1  | 2-0  | 3-3  | 1-2  | 2-2  | 3-0  | 1-1  | 1-1  | –––– | 3-0  | 6-0  | 2-4  |
| Solin                               | —    | —    | —    | —    | —    | —    | 3-1  | 3-2  | –––– | 1-0  | 6-2  | 2-0  |
| Mosor                               | 3-1  | 0-2  | 0-5  | 2-1  | 1-1  | 0-0  | 3-1  | 1-1  | 3-2  | –––– | 1-0  | 1-1  |
| Mosor                               | —    | —    | —    | —    | —    | —    | 0-3  | 1-0  | 2-0  | –––– | 1-2  | 3-1  |
| Segesta                             | 2-3  | 1-2  | 0-2  | 1-1  | 2-0  | 4-2  | 0-1  | 3-1  | 1-0  | 2-1  | –––– | 0-3  |
| Segesta                             | —    | —    | —    | —    | —    | —    | 0-1  | 1-1  | 1-2  | 1-1  | –––– | 3-0  |
| Karlovac                            | 0-2  | 0-1  | 0-0  | 0-1  | 0-0  | 1-0  | 0-5  | 1-1  | 2-0  | 0-1  | 0-1  | –––– |
| Karlovac                            | —    | —    | —    | —    | —    | —    | 0-4  | 0-3  | 0-3  | 1-1  | 0-2  | –––– |
| Fonti: rsssf.com e soccerpunter.com |      |      |      |      |      |      |      |      |      |      |      |      |

## Girone Nord

### Squadre partecipanti
| Squadra             | Sede           | Stadio               | Stagione 2004-05 | Stagione 2004-05 |
| Squadra             | Sede           | Stadio               | Pos.             | Divisione        |
| ------------------- | -------------- | -------------------- | ---------------- | ---------------- |
| Marsonia            | Slavonski Brod | uz Savu              | 2º               | 2. HNL Nord      |
| Čakovec             | Čakovec        | SRC Mladost          | 3º               | 2. HNL Nord      |
| Belišće             | Belišće        | Gradski              | 4º               | 2. HNL Nord      |
| Metalac Osijek      | Osijek         | Ante Gotovina        | 5º               | 2. HNL Nord      |
| Dilj                | Vinkovci       | NK Dilj              | 6º               | 2. HNL Nord      |
| Koprivnica          | Koprivnica     | Ivan Kušek Apaš      | 7º               | 2. HNL Nord      |
| Bjelovar            | Bjelovar       | Gradski              | 8º               | 2. HNL Nord      |
| Slavonija Slavonska | Požega         | kraj Orljave         | 9º               | 2. HNL Nord      |
| Vukovar             | Vukovar        | Gradski              | 10º              | 2. HNL Nord      |
| Grafičar-Vodovod    | Osijek         | Podgrađe             | 11º              | 2. HNL Nord      |
| Mladost Molve       | Molve          | Krbuljin             | 1º               | 3. HNL Nord      |
| Graničar            | Županja        | Stadio commemorativo | 1º               | 3. HNL Est       |

### Prima fase
|                  | Pos. | Squadra                 | Pt | G  | V  | N | P  | GF | GS | DR  |
| ---------------- | ---- | ----------------------- | -- | -- | -- | - | -- | -- | -- | --- |
|                  | 1.   | Belišće                 | 48 | 22 | 14 | 6 | 2  | 41 | 14 | +27 |
|                  | 2.   | Grafičar-Vodovod Osijek | 39 | 22 | 11 | 6 | 5  | 38 | 21 | +17 |
|                  | 3.   | Bjelovar                | 37 | 22 | 11 | 4 | 7  | 25 | 26 | −1  |
|                  | 4.   | Vukovar                 | 35 | 22 | 11 | 2 | 9  | 36 | 21 | +15 |
|                  | 5.   | Koprivnica              | 35 | 22 | 10 | 5 | 7  | 34 | 23 | +11 |
|                  | 6.   | Metalac Osijek          | 33 | 22 | 9  | 6 | 7  | 28 | 16 | +12 |
|                  | 7.   | Marsonia                | 31 | 22 | 9  | 4 | 9  | 25 | 30 | −5  |
|                  | 8.   | Čakovec                 | 28 | 22 | 7  | 7 | 8  | 33 | 40 | −7  |
|                  | 9.   | Graničar Županja        | 25 | 22 | 7  | 4 | 11 | 28 | 28 | 0   |
|                  | 10.  | Dilj Vinkovci           | 24 | 22 | 6  | 6 | 10 | 28 | 44 | −16 |
|                  | 11.  | Slavonija Požega        | 22 | 22 | 5  | 7 | 10 | 30 | 42 | −12 |
|                  | 12.  | Mladost Molve           | 9  | 22 | 5  | 7 | 10 | 23 | 64 | −41 |
| Fonte: rsssf.com |      |                         |    |    |    |   |    |    |    |     |

Legenda:

      Al gruppo promozione.

      Al gruppo retrocessione.
Note:

Tre punti a vittoria, uno a pareggio, zero a sconfitta.
In caso di arrivo di due o più squadre a pari punti, la graduatoria viene stilata secondo la classifica avulsa tra le squadre interessate.

### Seconda fase
|                      | Pos. | Squadra                 | Pt | G  | V  | N  | P  | GF | GS | DR  |
| -------------------- | ---- | ----------------------- | -- | -- | -- | -- | -- | -- | -- | --- |
| GRUPPO PROMOZIONE    |      |                         |    |    |    |    |    |    |    |     |
|                      | 1.   | Belišće                 | 61 | 32 | 18 | 7  | 7  | 52 | 27 | +25 |
|                      | 2.   | Grafičar-Vodovod Osijek | 54 | 32 | 15 | 9  | 8  | 57 | 39 | +18 |
|                      | 3.   | Metalac Osijek          | 52 | 32 | 14 | 10 | 8  | 46 | 26 | +20 |
|                      | 4.   | Koprivnica              | 50 | 32 | 14 | 8  | 10 | 45 | 36 | +9  |
|                      | 5.   | Bjelovar                | 48 | 32 | 14 | 6  | 12 | 39 | 39 | 0   |
|                      | 6.   | Vukovar                 | 44 | 32 | 13 | 5  | 41 | 32 | 71 | +9  |
| GRUPPO RETROCESSIONE |      |                         |    |    |    |    |    |    |    |     |
|                      | 7.   | Marsonia                | 54 | 32 | 16 | 6  | 10 | 51 | 41 | +10 |
|                      | 8.   | Čakovec                 | 49 | 32 | 13 | 10 | 9  | 59 | 47 | +12 |
|                      | 9.   | Graničar Županja        | 39 | 32 | 11 | 6  | 15 | 45 | 40 | +5  |
|                      | 10.  | Slavonija Požega        | 38 | 32 | 10 | 8  | 14 | 53 | 62 | −9  |
|                      | 11.  | Dilj Vinkovci           | 30 | 32 | 8  | 6  | 18 | 37 | 75 | −38 |
|                      | 12.  | Mladost Molve           | 14 | 32 | 3  | 5  | 24 | 32 | 93 | −61 |
| Fonte: rsssf.com     |      |                         |    |    |    |    |    |    |    |     |

Legenda:

      Promossa in 1.HNL 2006-2007.

  Partecipa agli spareggi promozione/retrocessione.

      Retrocessa in 3.HNL 2006-2007.

      Esclusa dal campionato.
Note:

Tre punti a vittoria, uno a pareggio, zero a sconfitta.
In caso di arrivo di due o più squadre a pari punti, la graduatoria viene stilata secondo la classifica avulsa tra le squadre interessate.

### Risultati
|                                     | Bel  | GVO  | Met  | Kop  | Bje  | Vuk  | Mar  | Čak  | Žup  | Sla  | Dil  | Mla  |
| ----------------------------------- | ---- | ---- | ---- | ---- | ---- | ---- | ---- | ---- | ---- | ---- | ---- | ---- |
| Belišće                             | –––– | 2-1  | 4-1  | 3-0  | 2-0  | 1-0  | 2-0  | 4-0  | 1-0  | 5-1  | 4-0  | 2-0  |
| Belišće                             | –––– | 1-1  | 1-2  | 0-2  | 1-0  | 2-0  | —    | —    | —    | —    | —    | —    |
| Grafičar-Vodovod Osijek             | 0-0  | –––– | 1-0  | 2-1  | 3-1  | 2-1  | 1-2  | 2-1  | 2-0  | 2-2  | 5-0  | 5-0  |
| Grafičar-Vodovod Osijek             | 3-1  | –––– | 3-3  | 5-1  | 4-2  | 1-1  | —    | —    | —    | —    | —    | —    |
| Metalac Osijek                      | 1-1  | 0-0  | –––– | 1-0  | 0-1  | 0-1  | 0-1  | 1-0  | 1-0  | 3-1  | 9-1  | 2-0  |
| Metalac Osijek                      | 1-2  | 4-1  | –––– | 2-1  | 1-0  | 3-0  | —    | —    | —    | —    | —    | —    |
| Koprivnica                          | 2-0  | 2-2  | 0-2  | –––– | 1-2  | 1-0  | 4-1  | 4-0  | 2-0  | 2-1  | 1-1  | 4-0  |
| Koprivnica                          | 2-1  | 2-0  | 0-0  | –––– | 1-1  | 1-0  | —    | —    | —    | —    | —    | —    |
| Bjelovar                            | 0-0  | 1-0  | 1-1  | 2-3  | –––– | 1-0  | 2-3  | 1-2  | 1-0  | 3-2  | 1-0  | 2-1  |
| Bjelovar                            | 1-2  | 3-0  | 2-2  | 3-0  | –––– | 2-1  | —    | —    | —    | —    | —    | —    |
| Vukovar                             | 1-1  | 3-0  | 0-0  | 1-0  | 0-1  | –––– | 3-1  | 2-0  | 6-0  | 6-0  | 4-1  | 2-1  |
| Vukovar                             | 1-0  | 0-1  | 0-0  | 1-1  | 1-0  | –––– | —    | —    | —    | —    | —    | —    |
| Marsonia                            | 1-2  | 0-0  | 0-1  | 0-1  | 0-0  | 2-1  | –––– | 1-1  | 1-0  | 1-0  | 1-0  | 4-1  |
| Marsonia                            | —    | —    | —    | —    | —    | —    | –––– | 1-0  | 3-1  | 4-1  | 4-1  | 1-1  |
| Čakovec                             | 1-5  | 1-1  | 0-0  | 1-1  | 1-1  | 3-0  | 2-0  | –––– | 2-1  | 3-1  | 3-1  | 2-2  |
| Čakovec                             | —    | —    | —    | —    | —    | —    | 2-1  | –––– | 1-3  | 4-1  | 4-1  | 7-1  |
| Graničar Županja                    | 0-0  | 1-3  | 2-1  | 1-0  | 3-0  | 1-2  | 3-1  | 3-0  | –––– | 1-1  | 2-0  | 7-0  |
| Graničar Županja                    | —    | —    | —    | —    | —    | —    | 2-3  | 2-2  | –––– | 0-1  | 4-0  | 2-0  |
| Slavonija Požega                    | 4-0  | 2-4  | 0-0  | 0-0  | 2-0  | 2-0  | 0-1  | 2-2  | 1-1  | –––– | 2-2  | 3-1  |
| Slavonija Požega                    | —    | —    | —    | —    | —    | —    | 2-2  | 0-4  | 2-1  | –––– | 1-2  | 6-2  |
| Dilj Vinkovci                       | 1-1  | 1-0  | 2-1  | 1-1  | 0-1  | 1-2  | 3-1  | 5-4  | 0-0  | 3-0  | –––– | 4-0  |
| Dilj Vinkovci                       | —    | —    | —    | —    | —    | —    | 1-5  | 0-3  | 0-2  | 0-5  | –––– | 3-0  |
| Mladost Molve                       | 0-1  | 0-2  | 0-3  | 2-4  | 2-3  | 2-1  | 3-3  | 2-4  | 3-2  | 2-3  | 1-1  | –––– |
| Mladost Molve                       | —    | —    | —    | —    | —    | —    | 0-2  | 0-0  | 1-3  | 1-4  | 3-1  | –––– |
| Fonti: rsssf.com e soccerpunter.com |      |      |      |      |      |      |      |      |      |      |      |      |

## Spareggi

### Promozione
Dato che il Belišće non ha ottenuto la licenza per la massima divisione, lo spareggio−promozione non viene disputato ed il Sebenico viene promosso automaticamente. Per lo stesso motivo salta anche lo spareggio contro la penultima della 1. HNL 2005-2006.

### Retrocessione
Non previsti.